# Będziechowo
Będziechowo is een plaats in het Poolse district  Słupski, woiwodschap Pommeren. De plaats maakt deel uit van de gemeente Główczyce en telt 141 inwoners.